# Georges Borgeaud
Pour les articles homonymes, voir Georges Borgeaud (homonymie) et Borgeaud.
 (juin 2025).
Si vous disposez d'ouvrages ou d'articles de référence ou si vous connaissez des sites web de qualité traitant du thème abordé ici, merci de compléter l'article en donnant les références utiles à sa vérifiabilité et en les liant à la section « Notes et références ».
 (juin 2025).
Georges Borgeaud, né le 27 juillet 1914 à Lausanne et mort le 6 décembre 1998 à Paris 14e, est un écrivain et libraire suisse.

## Biographie
Georges Borgeaud naît le 27 juillet 1914 à Lausanne. Il est originaire de Collombey-Muraz.
Né de père inconnu, Georges Borgeaud vivra peu avec sa mère, Ida Borgeaud, qui devient Madame Paul Gavillet alors qu'il a 8 ans; ses rapports avec elle en seront altérés et le marqueront profondément. Il étudie au lycée-collège de l'Abbaye de Saint-Maurice, où il rencontre Maurice Chappaz et Jean Cuttat, avant de séjourner six mois  en 1933 dans un monastère bénédictin belge, l'Abbaye Saint-André de Bruges. Son roman Le Préau (1952), en partie autobiographique, décrit d'ailleurs cette période de sa jeunesse. Après avoir renoncé à la vie monastique, Borgeaud doit donner des cours privés pour subsister (notamment au Collège alpin Beau Soleil à Villars-sur-Ollon durant les années scolaires 1934-1935 et 1935-1936), puis travailler comme apprenti-libraire chez Payot à Bâle, et ensuite, en parallèle à sa mobilisation dans l'armée suisse, à la Librairie de l'Université de Fribourg, et à la "Librairie française" de Zurich. Son séjour au château de Glérolles, durant lequel il a une liaison avec Corinna Bille, sert de cadre à son second roman La Vaisselle des évêques (1959). Suit un recueil de proses poétiques, Italiques (1969), ainsi qu'une monographie consacrée au peintre Pierre Boncompain.
Il s'établit à Paris en 1946, d'abord à Sèvres en banlieue parisienne, puis rue Froidevaux, dès 1951, dans un appartement donnant sur le cimetière du Montparnasse. Entre 1965 et 1995, il passe ses étés à Calvignac dans un pigeonnier mis à sa disposition par des amis. Ces séjours réguliers dans le Lot l'inspirent pour son essai Le Soleil sur Aubiac. Écrivain classique par la volonté de dépouillement du langage, Georges Borgeaud écrit lentement et avec soin, refait plusieurs fois ses manuscrits et excelle à décrire un univers extérieur.
Sa carrière littéraire connaît quatre consécrations : le Prix des Critiques pour Le Préau (1952), le Prix du journalisme international de Rome (1962), le Prix Renaudot pour Le Voyage à l'étranger (1974), le prix Médicis essai pour Le Soleil sur Aubiac (1986). Georges Borgeaud reçoit en outre en 1989 un Hommage spécial de la Fondation vaudoise pour la promotion et la création artistiques. Le fonds d'archives de Georges Borgeaud se trouve aux Archives littéraires suisses à Berne.
Il meurt le 6 décembre 1998 dans son appartement du 14e arrondissement de Paris.

## Hommages
En mars 2009, la ville d'Aubonne inaugure une place à son nom.

## Fondation Calvignac
En 1997, avant de mourir, il crée la fondation Calvignac, du nom du village où il passait ses étés, et dont le but est de mettre en valeur les documents liés à l'auteur.

## Romans, chroniques, essais
- Le Préau, roman, Paris, Gallimard, 1952. Réédition : Lausanne, L'Âge d'Homme, Poche suisse, 1982
- La Vaisselle des évêques, roman, Paris, Gallimard, 1959. Rééditions : Paris, Gallimard, 1992; Lausanne, Florides helvètes, 2023, avec une préface de Guy Poitry
- Italiques, chroniques, Lausanne, L'Âge d'Homme, La merveilleuse collection 1969
- Le Voyage à l'étranger, roman, Paris et Lausanne, Grasset et Bertil Galland, 1974. Paris, Club français du livre (le Grand livre du mois), 1974. Réédition : Paris, Hachette, Livre de poche n° 4782, 1976. Nouvelles éditions : Genève, Edito-Service, Le Club des grands prix littéraires, 1979; Genève, Zoé, 2018, avec  une préface d'Anne-Lise Delacrétaz
- Le Soleil sur Aubiac, essai, Lausanne et Paris, 24 Heures et Grasset, 1986, avec des photographies de Marcel Imsand. Réédition : Genève, Zoé, 2012, avec une préface d'Anne-Lise Delacrétaz
- Mille Feuilles (tomes I-IV), chroniques, Lausanne et Paris, La Bibliothèque des Arts, 1997-1999
- Le Jour du printemps, roman, Paris, Denoël, 1999.

## Écrits sur l'art
- Collot, Éditions Galerie Pierre Domec, Paris, 1963.
- Roger Lersy, Bestiaire!, ouvrage monographique sur le peintre et compositeur Roger Lersy, co-écrit avec Hervé Baley et Philippe Caloni, Édition d'art et d'industrie, 1968.
- Seize gravures de peintres et sculpteurs de Paris, Section des peintres et artistes de Paris, 1968
- Pierre Boncompain, Lausanne, Bellefontaine, 1986, monographie et catalogue raisonné.

## Correspondance
- Charles-Albert Cingria et Georges Borgeaud, 1941-1952, in Georges Borgeaud, Lausanne, La Bibliothèque des Arts, 2008, p. 31-95.
- Gustave Roud – Georges Borgeaud, Correspondance 1936-1974, Lausanne et Carrouge, Association des Amis de Gustave Roud, 2008, 136 p.
- Lettres à ma mère (1923-1978), Stéphanie Cudré-Mauroux et Christophe Gence éd., Lausanne, La Bibliothèque des Arts, 2014, 785 p.,  (ISBN 978-2-88453-190-0)
- Correspondances avec divers écrivains et artistes, dont Pierre Jean Jouve, Jean Tardieu, Jean Paulhan, Michel Butor, Gérard de Palézieux, en ligne sur le site officiel de Georges Borgeaud[11]

## Prix littéraires
- 1952 : Prix des Critiques pour Le Préau
- 1966 : Prix international du journalisme
- 1974 : Prix Renaudot pour Le Voyage à l'étranger
- 1983 : Prix Dumas-Millier de l’Académie française pour l'ensemble de son œuvre
- 1986 : Prix Médicis essai pour Le Soleil sur Aubiac
- 1990 : Prix de consécration de l’État du Valais

## Sources
- « Georges Borgeaud », sur la base de données des personnalités vaudoises sur la plateforme « Patrinum » de la Bibliothèque cantonale et universitaire de Lausanne.
- Christine Arquembourg, « Georges Borgeaud », dans Histoire de la littérature en Suisse romande. Nouvelle édition, Carouge-Genève, Éditions Zoé, 2015 (ISBN 978-2-88182-943-7), p. 1049-1059
- Roger Francillon, « Georges Borgeaud » dans le Dictionnaire historique de la Suisse en ligne.
- A. Nicollier, H.-Ch. Dahlem, Dictionnaire des écrivains suisses d'expression française, vol. 1, p. 108-111
- Sabine Leyat, Les auteurs du Valais romand : 1975-2002, p. 30
- Madeleine Santschi "Hommage à Georges Borgeaud" Le Passe-muraille, 1999, n°40 mars, p. 9
- Écriture, 1994, no 44 (p. 9-97) consacré à Georges Borgeaud (textes, études, entretiens)
- Georgette Negri-Schuler, Le héros incompris dans Le préau et Le voyage à l'étranger de Georges Borgeaud. (1982, D. Jakubec, LittSR)